# Adolf Pollitzer
Adolf Pollitzer o Adolph Pollitzer (Pest, Budapest, 23 de juliol de 1832 - Londres, 14 de novembre de 1900) fou un violinista i compositor hongarès d'ètnia jueva.
Estudià el violí tenint per mestre a Böhm i en composició amb en Preyer, i el 1846 assolí en el Conservatori de Viena el primer premi de violí. Després donà diversos concerts en una gira que va fer arreu d'Europa, traslladant-se després a París, on continuà perfeccionant els seus estudis sota la direcció d'Alard; finalment el 1851 s'establí a Londres, on fou primer violinista de diverses orquestres, i més tard se'l nomenà professor de violí de la London Academy of Music, i on tingué entre d'altres alumnes en Harold Bauer. Deixà inèdits un concert de violí, i diverses peces de concert.